# 光伏陣列

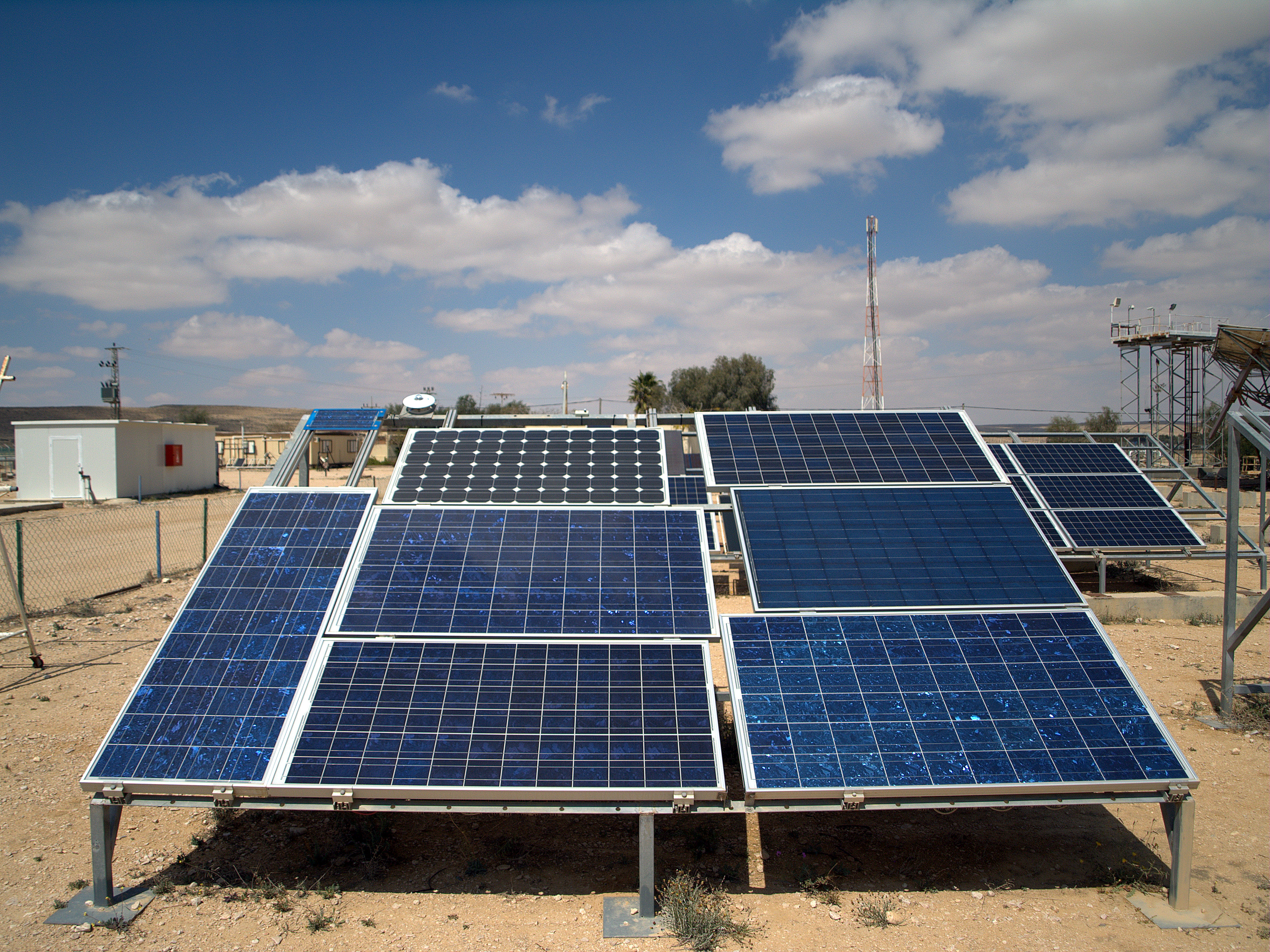
由光伏模組連接成的光伏陣列。

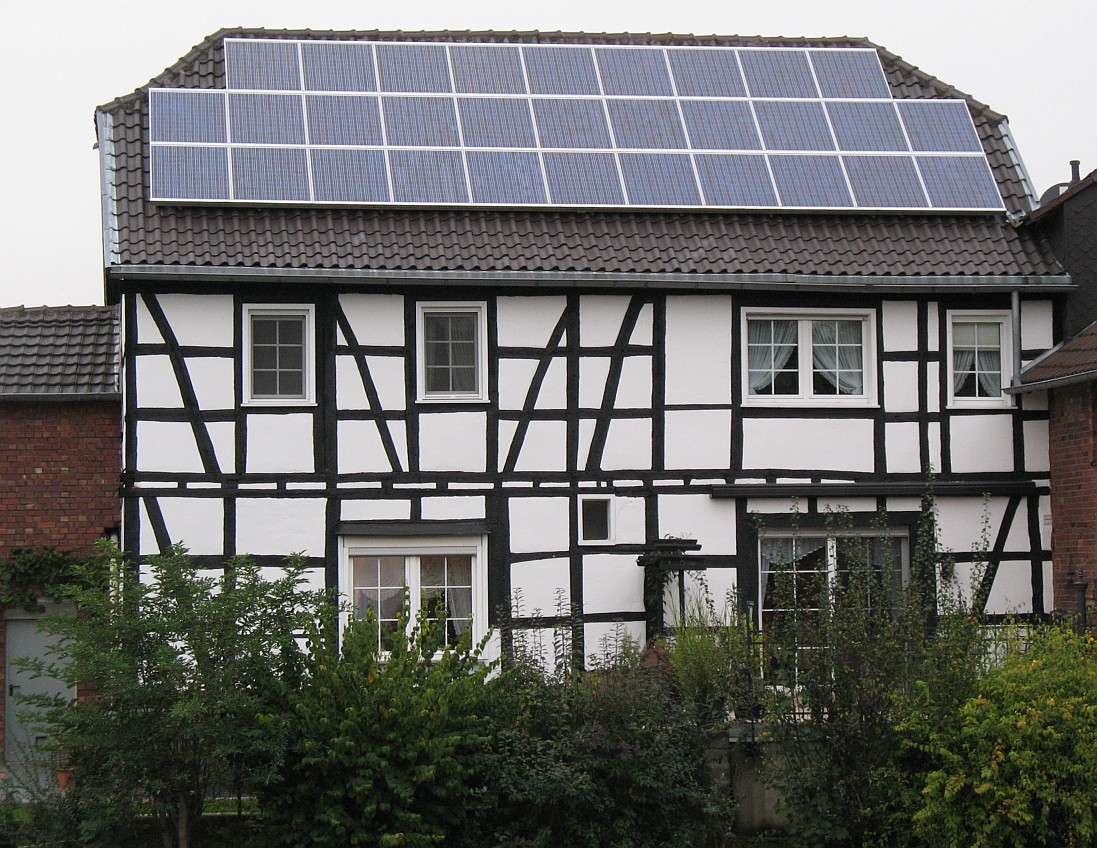
木構房屋上的光伏陣列。

光伏陣列（photovoltaic array）也称太阳能阵列（solar array），是多片光伏模組互连组成的太阳能发电系统，是最大規模的光伏電池系統。
太陽能電池透過光伏效应可以將日光中的辐射能转换成直流電，但一塊光伏模組（光伏板）能夠產生的電流和电压不夠一般住宅使用，所以將數塊光伏模組連結在一起而形成了陣列。光伏陣列能夠利用逆變器將直流電轉成交流電与电网结合使用。